# قناة جارتنر
قَناةُ جارتنر (بالإنجليزية: Gartner's duct)‏ وهيَ بَقايا جنينية مُحتملة تَظهر أثناء تَطور قناة وولف أثناء تَطور الجِهاز البَولي والتَناسلي عندَ المرأة، وَقد اكتُشفت وَوُصفت للمرة الأولى عام 1822م على يَد العالم هيرمان غارتنر.
تَعمل القناة الكلوة الجنينية الموسطة في الذكور على تَشكيل البَربخ، وَالأسهر، وَالقَناة القاذِفة وَالحُويصلة المنوية.
أما في الإناث فَهي قد تَستمر بين طَبقة الرِباط المُوسع للرحم وفي جدار المِهبل.

## الأَهمية الطَبية
قَد تؤدي هذه القَناة إلى كيسة قنارة جارتنر (Gartner's duct cyst).

## المَراجع
1. ↑  Netter, Frank H.; Cochard, Larry R. (2002). Netter's Atlas of human embryology. Teterboro, N.J: Icon Learning Systems. ص. 173. ISBN:0-914168-99-1.{{استشهاد بكتاب}}:  صيانة الاستشهاد: أسماء متعددة: قائمة المؤلفين (link)
2. ↑  Dwyer PL, Rosamilia A (أغسطس 2006). "Congenital urogenital anomalies that are associated with the persistence of Gartner's duct: a review". Am. J. Obstet. Gynecol. ج. 195 ع. 2: 354–9. DOI:10.1016/j.ajog.2005.10.815. PMID:16890546. مؤرشف من الأصل في 2019-12-12.

## روابط خارِجية
- 1657798663 في مفكرة المُمارِس العام
- synd/2571 على قاموس من سمى هذا؟
- genital-016a — صور للجنين مصدرها جامعة كارولاينا الشمالية